# Makeblock mBot

## Leírása

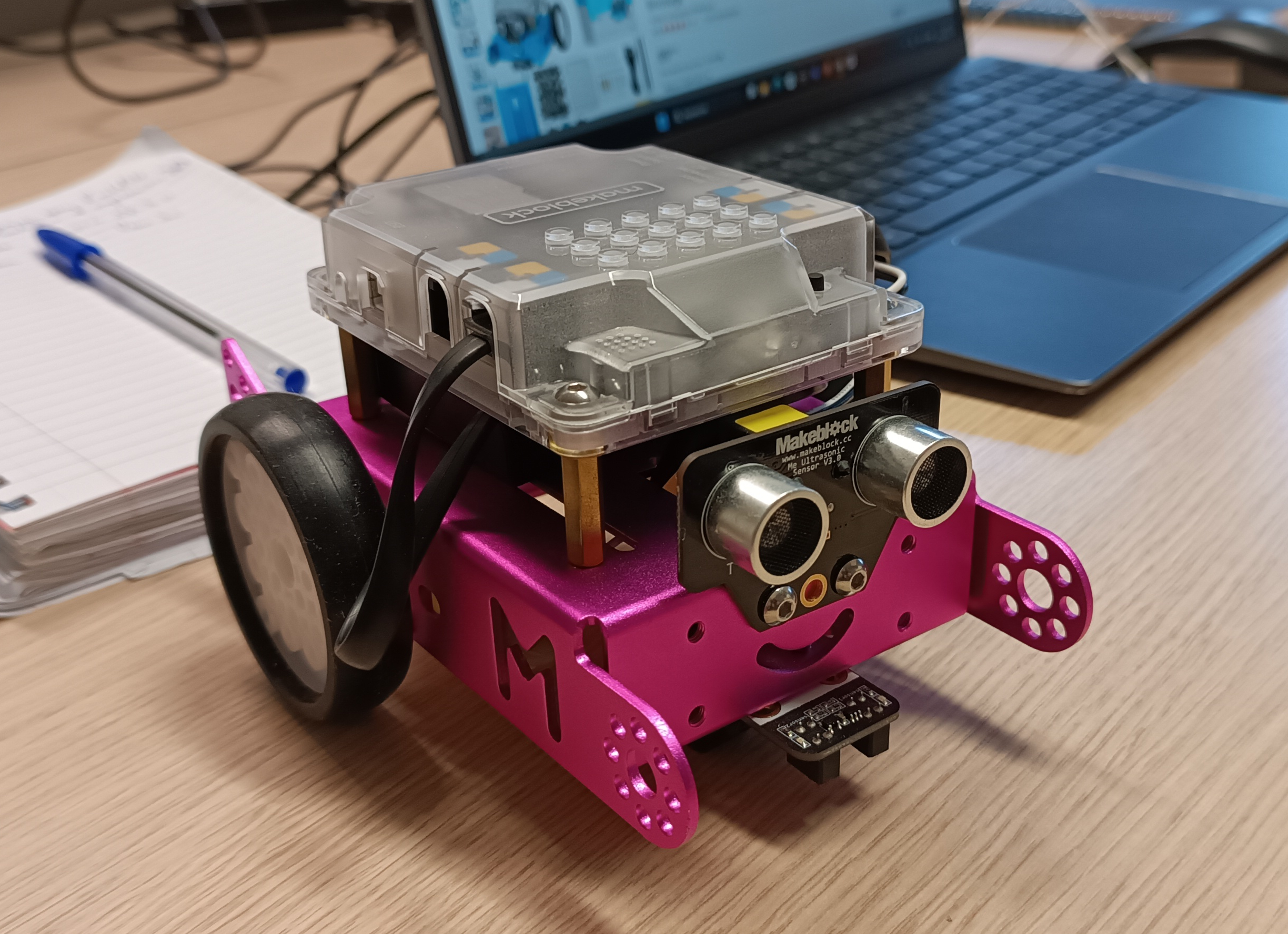
A mBot egy példánya

Az mBot a Makeblock cég sokszínű robotikai készlete. Kifejlesztésénél nagy figyelmet fordítottak arra, hogy használata egyszerű legyen mégis kihívást, szórakozást jelentsen mind a kezdőknek, mind pedig a már tapasztaltabbaknak.
A robot egy 2015-ös közösségi finanszírozású projekt keretében valósult meg. A kitűzött cél több mint tízszeresével támogatták, ebből is látszik, hogy mekkora igény van egy ilyen oktatási célra rendkívül jól felhasználható eszközre.
Az mBot nem csak az iskolában használható, ahol a diákok akár kisebb csoportokban ismerkedhetnek a programozással és a robot használatával, hanem az interneten elérhető online kurzusok miatt könnyen használható otthon is.

## Felépítése
A robot alapesetben modulokból épül fel, ezek összeszerelése nem igényel semmilyen elektronikai tudást. A vezetékek, csatlakozók színkódoltak, az alap robot 10 perc alatt összeszerelhető. A kezdő csomag tartalmaz egy robot vázat, hozzá kerekeket és motort, ezen kívül még egy alaplapot, és két szenzort, egy ultrahangos távolságérzékelőt, és egy vonalkövető modult tartalmaz. Már az alapcsomag is nagyon sok lehetőséget nyújt robotikai, programozási ismeretek fejlesztéséhez. Mielőtt kitérnénk a technikai továbbfejlesztési lehetőségekre megemlíthetjük a kreatív testreszabhatóság lehetőségét. Kisebb gyerekeknek nagyon szórakoztató és kreativitást fejlesztő lehetőség a robot díszítése, például arcának megrajzolása.
A gyártótól számos kiegészítő modul, csomag is beszerezhető. Ezekkel a robotot további érzékelőkkel, beavatkozókkal láthatjuk el. A sokféle kiegészítő között találhatunk olyanokat amivel robotunkból akár egy 3D nyomtatót, vagy robotkart építhetünk. Az előzőeken túl felhasználhatjuk a további modulokat biztosító csomagokat, hogy saját ötleteinket megvalósítsuk. Ezek a kiegészítő eszközök használhatók bármely programozási lehetőséggel, ilyen például a Scratch kibővített változata, Arduino (lásd következő pontban).
A robot előnyét adja, hogy sok könnyen használható kiegészítő létezik hozzá, ezzel mégsem szabva határt a robot továbbfejlesztésében, mivel Arduino kompatibilis az alaplap. Ennek megfelelően számtalan a platformhoz készített bővítő kártya, szenzor is jól használható, illetve saját fejlesztésű modulok is csatlakoztathatóvá válnak.. Ezeket azonban már csak az Arduinos fejlesztői környezet segítségével tudjuk használni.

## Programozása
Ahogy a hardverben úgy a programozásban is a különböző tudásszinteknek megfelelően széles skála áll rendelkezésre.
A legegyszerűbb alkalmazás amivel használhatóvá válik a robot mindössze egy a mobil platformokon működő távirányító. Így már a legkisebbeknek is van lehetősége megismerkedni testre szabható robotjukkal, ami a későbbiekben sok előnyt jelenthet a programozás elsajátításában.
A robot programozását egy grafikus felületen kezdhetjük el. Ez a program a Scratch egy módosított változata, amiben helyet kaptak a robothoz kapcsolódó szenzorok, beavatkozókat használó blokkok is. Ez a felület könnyen áttekinthető, kezdők számára gyorsan elsajátítható, mégis komplex programok készítésére is alkalmas. A könnyű tesztelhetőséget, interaktivitást növeli, hogy a robot vezeték nélküli kapcsolaton keresztül programozható, akár már egy tablet, vagy okostelefon segítségével.
A haladóknak rendelkezésére áll egy klasszikus szöveges programozási nyelv is. Ez az Arduino, amit egyszerűség jellemez, ideális átmenet a grafikus programozási nyelvek és a hardver közelibb lehetőségek között. Ennek segítségével egyéni modulok, vagy arduino kompatibilis kiegészítő lapok is használhatóvá vállnak. Itt már nem modulonként tudjuk kezelni a robot alkotóelemeit, hanem a mikroprocesszor lábai szintjén. Ennek segítségével egy mélyebb, hardverközelibb szemléletmód alakítható ki.

## Oktatási alkalmazása
Ahogy már korábban is láthattuk, az mBot nagyon hasznos kis robot a programozás elsajátításához több korosztály számára is. Tudásszintnek megfelelően megválaszthatjuk, hogy milyen kiegészítőket csatlakoztatunk hozzá, illetve, hogy miben írjuk programkódunkat. Nagy előnye még ennek az eszköznek, hogy a fejlődés folyamatában nem kell mindig új eszközt választanunk, hogy további szintre léphessünk, hanem csupán ez az egyetlen eszköz végigkísérheti tapasztalatszerzésünket.
Otthoni körülmények között is jól használható, a hozzá kellő tudás könnyedén megszerezhető az online elérhető kurzusok segítségével.
Ezeken kívül nagyon jól használható az iskolai oktatásban. Itt a gyerekek kis csoportokban sajátíthatják el az ehhez kellő ismereteket. Ekkor projekteket is megvalósíthatunk kis robotunkkal, összeköthetjük más tudományágakkal is, illetve ezeken kívül még számos érdekes lehetőség tárul elénk, amivel a diákok játszva fejlődhetnek.
Iskolai keretek között a Scratch oktatását építhetjük e köré, így nem csak programozási gondolkodást tanítunk, hanem a robotika világába is betekintést nyerhetnek a gyerekek. Ettől a programozás tanulása is érdekesebbé válik, hiszen a diákok megfogható eszközön tapasztalják munkájuk eredményét.